# Hiếu Thành
Hiếu Thành là một xã thuộc tỉnh Vĩnh Long, Việt Nam.

## Địa lý
Xã Hiếu Thành có vị trí địa lý:
- Phía đông giáp xã An Trường và Càng Long.
- Phía tây giáp xã Hòa Bình.
- Phía nam giáp xã Tam Ngãi và Vĩnh Xuân.
- Phía bắc giáp xã Hiếu Phụng.

Xã Hiếu Thành có diện tích 53,41 km², dân số năm 2025 là 34.331 người, mật độ dân số đạt 642 người/km².

## Lịch sử
Ngày 16 tháng 6 năm 2025, Ủy ban Thường vụ Quốc hội ban hành Nghị quyết số 1687/NQ-UBTVQH15 về việc sắp xếp các đơn vị hành chính cấp xã của tỉnh Vĩnh Long năm 2025. Theo đó, sắp xếp toàn bộ diện tích tự nhiên, quy mô dân số của các xã Hiếu Nhơn, Hiếu Thành và Hiếu Nghĩa thành xã mới có tên gọi là xã Hiếu Thành.
Sau khi sáp nhập, xã Hiếu Thành có 53,41 km² diện tích tự nhiên và dân số 34.331 người.

## Hành chính
Xã Hiếu Thành được chia thành 10 ấp: Hiếu Bình, Hiếu Kinh A, Hiếu Kinh B, Hiếu Liên, Hiếu Ngãi, Hiếu Thạnh, Hiếu Thọ, Hiếu Xuân, Hiếu Xuân Đông, Hiếu Xuân Tây.